# Вільям Юм-Ротері
Ві́льям Юм-Ро́тері (англ. William Hume-Rothery; 15 травня 1899, Вустер-Парк, Суррей — 27 вересня 1968, Оксфорд) — англійський металознавець, що зробив значний внесок у вивчення кристалічної будови металів і сплавів. Встановив, що кристалічна структура сплавів визначається співвідношеннями радіусів атомів компонентів, числом валентних електронів і різницею електронегативностей, що дозволило сформулювати правила Юм-Ротері, які визначають закономірності утворення твердих розчинів.

## Ранні роки, освіта
Вільям Юм-Ротері народився у сім'ї адвоката Джозефа Юм-Ротері. Його дід, Вільям Ротері, був священиком. Його бабуся, Мері Юм, була дочкою Джозефа Юма, шотландського лікаря і члена парламенту від радикалів. Вільям провів свою юність у Челтнемі й отримав освіту у Підготовчій школі Суффолк-Голл (1903—1912) та в Челтнемському коледжі (1912—1916). Мріяв про офіцерську кар'єру, однак у 1917 році він повністю втратив слух через захворювання на цереброспінальний менінгіт, через що був визнаний непридатним до військової служби. Тим не менше він вступив до Коледжу Магдалени в Оксфорді і отримав диплом з відзнакою першого класу з хімії. У період 1922—1925 років він відвідував Королівську гірничу школу, де займався дослідженнями інтерметалічних сполук під керівництвом професора Гарольда Карпентера й здобув ступінь доктора філософії (PhD).

## Наукова кар'єра
У 1925 році він повернувся до Оксфорду «для дослідження інтерметалічних сполук та проблем на стику металографії і хімії» й залишався там до кінця свого трудового життя.
Вивчаючи у 1920-х роках сплави на основі срібла, міді і золота, відкрив цілий ряд фаз (так званих електронних з'єднань), в яких зміни кристалічної структури визначаються середнім числом валентних електронів. Ця робота отримала настільки широке визнання в металознавстві, що відкриті Юм-Ротері електронні сполуки отримали назву «фаз Юм-Ротері». Зробив значний внесок у кристалохімію, сформулювавши правило, що дозволяє визначити координаційне число атомів в кристалах простих речовин з ковалентним зв'язком (халькогени, галогени, елементи групи азоту, вуглець, кремній, германій, бор).
У 1938 році він був призначений викладачем металургійної хімії. У своїх дослідженнях він прийшов до висновку, що мікроструктура сплаву залежить від розмірів складових атомів, а також від концентрації валентних електронів і електрохімічних відмінностей. Це призвело до формулювання правил Юм-Ротері. Правила Юм-Ротері — низка основних правил, що визначають здатність хімічного елемента розчинятися в металі з утворенням твердого розчину. Існує два формулювання цих правил, що визначають можливість утворення твердих розчинів заміщення і проникнення.
Під час Другої світової війни він за державними замовленнями керував роботами з досліджень алюмінієвих та магнієвих сплавів.
У 1950-х роках він заснував кафедру металургії (тепер — кафедра матеріалів) в Університеті Оксфорду та викладав у коледжі Сент-Едмунд-Хол (Оксфорд). Він також брав участь у створенні «Journal of the Less-Common Metals», який було започатковано на основі міжнародного симпозіуму «Вивчення металів і сплавів при температурах понад 1200 °C» (англ. The study of metals and alloys above 1200°C), який він організував в Оксфордському університеті 17-18 вересня 1958 року. Доповіді, представлені на симпозіумі, були опубліковані у першому томі «Journal of the Less-Common Metals».
Він був членом Оксфордського філателістського товариства.

## Особисте життя
Вільям Юм-Ротері одружився з Елізабет Феа (англ. Elizabeth Fea) у 1931 році; у них народилась дочка Дженніфер у 1934-му. Пішов на пенсію у 1966 році, помер у 1968 році у віці 69 років в Оксфорді.

## Вшанування та нагороди
- У травні 1937 року Вільяма Юм-Ротері було обрано членом Королівського наукового товариства[3]
- У 1949 році його було нагороджено Медаллю Френсіса Кламера від Інституту Франкліна
- Премія Вільяма Юма-Ротері вручається з 1974 року щорічно Товариством мінералів, металів і матеріалів[en].